# Kállay-Saunders András

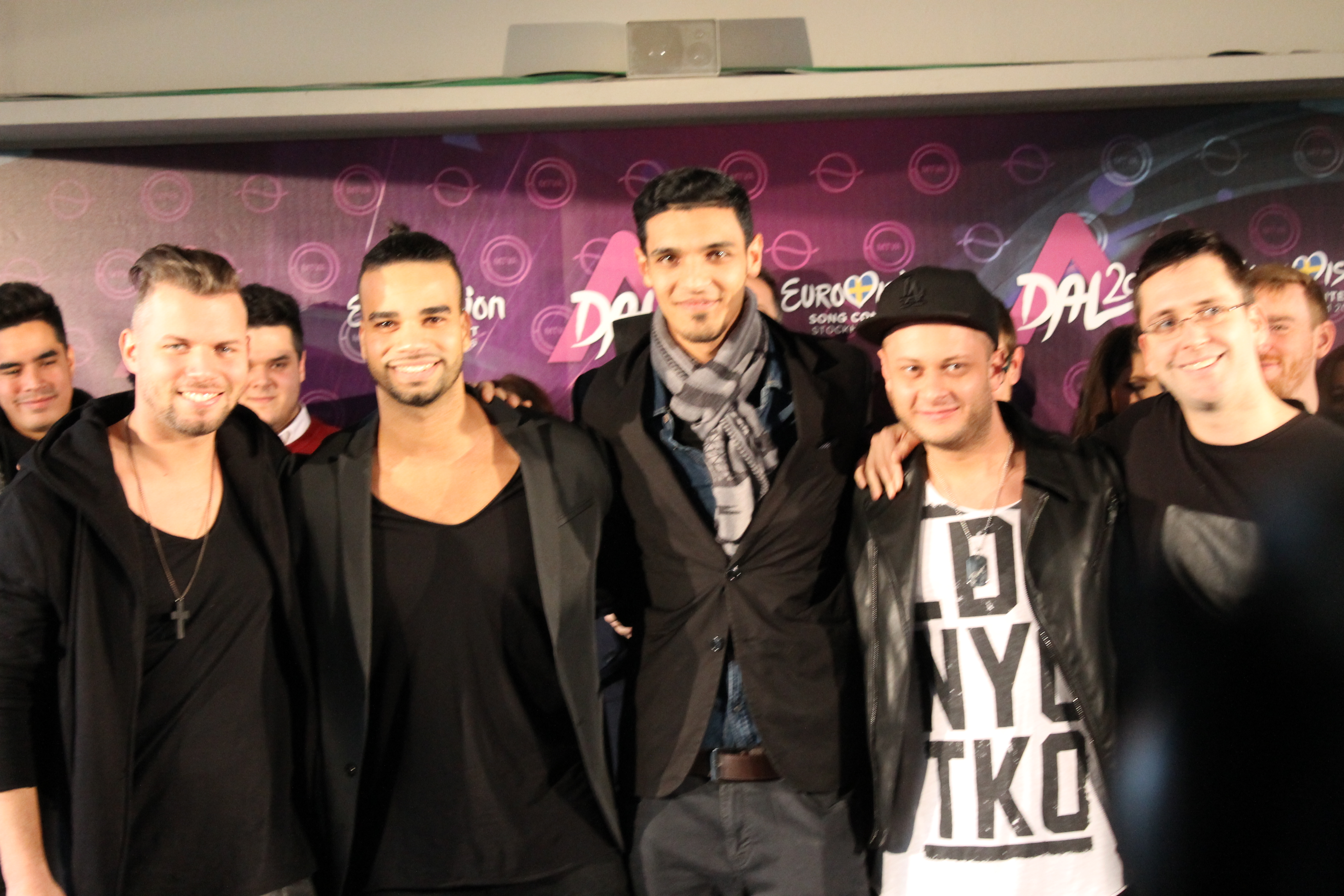
A Kállay Saunders Band A Dal 2016 sajtótájékoztatóján

Kállay-Saunders András vagy Kállay Saunders (New York, New York, 1985. január 28. –) amerikai–magyar énekes, előadó, producer és zeneszerző, a 2010-es Megasztár 5 negyedik helyezettje. Ő képviselte Magyarországot a 2014-es Eurovíziós Dalfesztiválon Koppenhágában a Running című dalával.

## Életrajz
1985-ben született New Yorkban, a modell Kállay Katalin manöken, és az ismert amerikai producer, soulénekes Fernando Saunders gyermekeként. Anyai ágról a történelmi Kállay család leszármazottja. 2010-ben hazatért Magyarországra meglátogatni a nagyanyját, és a TV2 által szervezett Megasztár 5 castingján való továbbjutása miatt itt is maradt. A versenyben egészen a negyedik helyet sikerült megszereznie. Itt ismerkedett meg volt barátnőjével, a verseny győztesével, Tolvai Renátával, akivel 11 év után szakítottak.
A tehetségkutató után 2011 nyarán megjelent első kislemeze, amely a Csak veled címet viselte, majd 2012-ben részt vett az Eurovíziós Dalfesztivál magyarországi előválogatójában, A Dalban, ahol az I Love You című dalát adta elő, de nem sikerült bejutnia a műsor döntőjébe. Ez év nyarán Tonight címmel jelentette meg a harmadik kislemezét, melyet a híres malmői producerrel, Rebstarral készített. A 2013-as Eurovíziós Dalfesztivál magyar döntőjébe is benevezett. Ezúttal a My Baby című szerzeményét adta elő, és az elődöntőből első helyen, a zsűri szavazatai által jutott tovább A Dal középdöntőjébe, majd onnan a döntőbe, ahol második helyezést ért el. Harmadik évben zsinórban, 2014-ben is bejutott A Dal második elődöntőjébe, Running című dalával. Az elődöntőből szintén a zsűri szavazatai által jutott tovább a verseny második középdöntőjébe, majd onnan a maximális 40 ponttal a döntőbe, ahol a zsűri és a közönség is első helyre szavazta, így megnyerte a nemzeti válogatót és ő képviselhette Magyarországot az 59. Eurovíziós Dalfesztiválon, Dánia fővárosában, Koppenhágában. A döntőben ötödik lett, amely Magyarország második legjobb eredménye a verseny történetében, Bayer Friderika 1994-es negyedik helyezését követően, továbbá a kapott 143 pont a második legtöbb, amit valaha magyar induló kapott.
2015-ben az utolsó pillanatban meggondolta magát és ebben az évben először nem versenyzett A Dal című műsorban.
2016-ban a Who We Are című dalt adta elő zenekarával, a Kállay Saunders Banddel. Bár nem győzött, de a döntőben a legjobb négyig jutott. 2017-ben az együttes a Seventeen című dallal vett részt a műsorban, mellyel a döntőig jutottak.
2018-ban a TV2 Sztárban sztár című zenés show-műsorának versenyzője lett, amelyben 6. helyezést ért el.

## A Megasztárban előadott dalok
| #         | Előadó                                  | Dal                                | Zene / szöveg                               | Eredmény     |
| --------- | --------------------------------------- | ---------------------------------- | ------------------------------------------- | ------------ |
| 1. döntő  | Kállay Saunders András                  | Lélekdonor                         | Molnár Ferenc Caramel                       | Továbbjutott |
| 2. döntő  | Kállay-Saunders András                  | Man in the Mirror                  | G. Ballard, S. Garrett                      | Továbbjutott |
| 3. döntő  | Kállay-Saunders András                  | No One                             | A. Keys, K. Brothers, G. Harry              | Továbbjutott |
| 4. döntő  | Kállay-Saunders András                  | Altass el                          | Mester T.                                   | Továbbjutott |
| 5. döntő  | Kállay-Saunders András                  | Mercy                              | Duffy, S. Booker                            | Továbbjutott |
| 6. döntő  | Kállay-Saunders András                  | Killer / Papa Was A Rolling        | A. Tinley, H. Seal, N. Whitfield, B. Strong | Továbbjutott |
| 7. döntő  | Kállay-Saunders András                  | Sorry Seems To Be The Hardest Word | E. John, B. Taupin                          | Továbbjutott |
| 8. döntő  | Kállay-Saunders András és Gáspár Laci   | Part-Time Lover                    | S. Wonder                                   | Továbbjutott |
| 8. döntő  | Tolvai Renáta és Kállay-Saunders András | Endless Love                       | L. Richie                                   | Továbbjutott |
| 9. döntő  | Kállay-Saunders András                  | Cream                              | Prince                                      | Továbbjutott |
| 9. döntő  | Kállay-Saunders András                  | Wicked Game                        | C. Isaak                                    | Továbbjutott |
| 10. döntő | Kállay-Saunders András                  | November Rain                      | A. Rose                                     | Kiesett      |
| 10. döntő | Kállay-Saunders András                  | Ajándék                            | Som L., Köves M.                            | Kiesett      |

## Díjak, elismerések
- A Dal (2014) – 1. helyezés
- 2014-es Eurovíziós Dalfesztivál – 5. helyezés

### Fonogram díj
| Év   | Jelölés                 | Kategória                                             | Eredmény |
| ---- | ----------------------- | ----------------------------------------------------- | -------- |
| 2012 | Kállay-Saunders András  | Az év hazai felfedezettje                             | Jelölve  |
| 2013 | I Love You              | Az év dala                                            | Jelölve  |
| 2013 | Tonight (feat. Rebstar) | Az év dala                                            | Jelölve  |
| 2014 | My Baby                 | Az év dala                                            | Jelölve  |
| 2014 | My Baby/Running         | Az év hazai modern pop-rock albuma vagy hangfelvétele | Jelölve  |

### ESC Radio Awards
| Év   | Jelölés                | Kategória            | Eredmény |
| ---- | ---------------------- | -------------------- | -------- |
| 2014 | Kállay-Saunders András | Legjobb férfi előadó | Elnyerte |
| 2014 | Running                | Legjobb dal          | Elnyerte |

### BRAVO OTTO díj
| Év   | Jelölés | Kategória  | Eredmény |
| ---- | ------- | ---------- | -------- |
| 2014 | Running | Az év dala | Elnyerte |

## Diszkográfia

### Stúdióalbumok
| Év   | Album                                                                               | Legmagasabb helyezés                   | Minősítés |
| Év   | Album                                                                               | MAHASZ Top 40 album- és válogatáslemez | Minősítés |
| ---- | ----------------------------------------------------------------------------------- | -------------------------------------- | --------- |
| 2015 | Delivery Boy - 1. stúdióalbum - Megjelenés: 2015. március 19.                       | 20                                     |           |
| 2017 | #GRIND - 2. stúdióalbum, a Kállay Saunders Band-del - Megjelenés: 2017. április 27. |                                        |           |
| 2019 | January 5th 5:50 Am - 3. stúdióalbum, a The Middletonzzal - Megjelenés: 2019.       |                                        |           |

### Slágerlistás dalok
| Év                  | Dal                                     | Legmagasabb helyezés | Legmagasabb helyezés | Legmagasabb helyezés   | Legmagasabb helyezés | Legmagasabb helyezés | Legmagasabb helyezés         | Legmagasabb helyezés | Album |
| Év                  | Dal                                     | VIVA Chart           | Class 40             | MAHASZ Editors' Choice | MAHASZ Rádiós Top 40 | MAHASZ Stream Top 40 | MAHASZ Single (track) Top 10 | EURO 200             | Album |
| ------------------- | --------------------------------------- | -------------------- | -------------------- | ---------------------- | -------------------- | -------------------- | ---------------------------- | -------------------- | ----- |
| 2011                | Csak veled                              | 14                   | 5                    | 15                     | 7                    |                      |                              |                      |       |
| 2012                | I Love You                              | 35                   | 18                   | 40                     | 12                   |                      |                              |                      |       |
| 2012                | Tonight (Rebstar közreműködésében)      |                      | 22                   | 29                     | 5                    |                      |                              |                      |       |
| 2013                | My Baby                                 | 4                    | 6                    | 2                      | 1                    |                      |                              |                      |       |
| 2013                | Play My Song (Rebstar közreműködésében) |                      | 10                   |                        | 20                   |                      |                              |                      |       |
| 2014                | Running                                 | 9                    | 4                    | 7                      | 6                    | 1                    | 1                            |                      |       |
| 2014                | Juliet                                  | 5                    | 9                    |                        | 13                   | 5                    | 25                           |                      |       |
| 2015                | Victory                                 |                      |                      | 26                     | 2                    |                      |                              |                      |       |
| 2015                | Young                                   |                      |                      |                        | 4                    |                      |                              |                      |       |
| 2016                | Who We Are                              |                      |                      |                        | 9                    |                      |                              |                      |       |
| 2016                | Joy                                     | 4                    | 17                   |                        | 14                   |                      |                              |                      |       |
|                     |                                         | Összesítés           |                      |                        |                      |                      |                              |                      |       |
| 1. helyezett számok | 1. helyezett számok                     |                      |                      |                        | 1                    | 1                    | 1                            |                      |       |
| Top 10-be bekerült  | Top 10-be bekerült                      | 4                    | 4                    | 2                      | 6                    | 2                    | 1                            |                      |       |
| Top 40-be bekerült  | Top 40-be bekerült                      | 6                    | 8                    | 6                      | 11                   | 2                    | 2                            |                      |       |

## Lásd még
- Kállay Saunders Band
- Magyarország az Eurovíziós Dalfesztiválokon
- 2014-es Eurovíziós Dalfesztivál
- A Dal